# Нижнє Безсоново
Нижнє Безсо́ново (рос. Нижнее Бессоново) — присілок у складі Новолялинського міського округу Свердловської області.
Населення — 6 осіб (2010, 3 у 2002).
Національний склад населення станом на 2002 рік: росіяни — 67 %, німці — 33 %.